# Bengalia wangariae
Bengalia wangariae är en tvåvingeart som först beskrevs av Andy Z. Lehrer 2005.  Bengalia wangariae ingår i släktet Bengalia och familjen spyflugor.
Artens utbredningsområde är Kongo. Inga underarter finns listade i Catalogue of Life.